# Jouko Halila
Jouko Juhani Halila, född 29 september 1916 i Itis, död 21 januari 2009 i Grankulla, var en finländsk jurist. Han var bror till Aimo Halila. 
Halila, som var son till folkskollärare Oskari Halila och Vilhelmina Eskola, blev student 1935, avlade högre rättsexamen 1941, blev juris kandidat 1942, vicehäradshövding 1943 och juris doktor 1950. Han var e.o. tjänsteman vid statens olycksfallsbyrå 1942–1944, e.o. sekreterare vid försäkringsdomstolen 1945–1950, yngre justitierådman vid Helsingfors rådstuvurätt 1951–1960, docent i processrätt vid Helsingfors universitet 1954–1960, e.o. professor i civil- och civilprocessrätt där 1960–1968, professor i processrätt från 1968 och föreståndare för institutionen för processrätt från 1974. Han var även tillförordnad professor i processrätt vid Åbo universitet 1965–1968. 
Halila skrev Tunnustamisesta (akademisk avhandling, 1950), Todistustaakan jaosta (1955) och Saamisoikeuksien kuittauksesta (1961), Saamisen lakkaamisesta (1965), Konkurssioikeuden pääpiirteet (1970) samt var huvudredaktör för Lakimies 1964–1969. Han invaldes som ledamot av Finska Vetenskapsakademien 1972.